# Dialectos Arrumanos

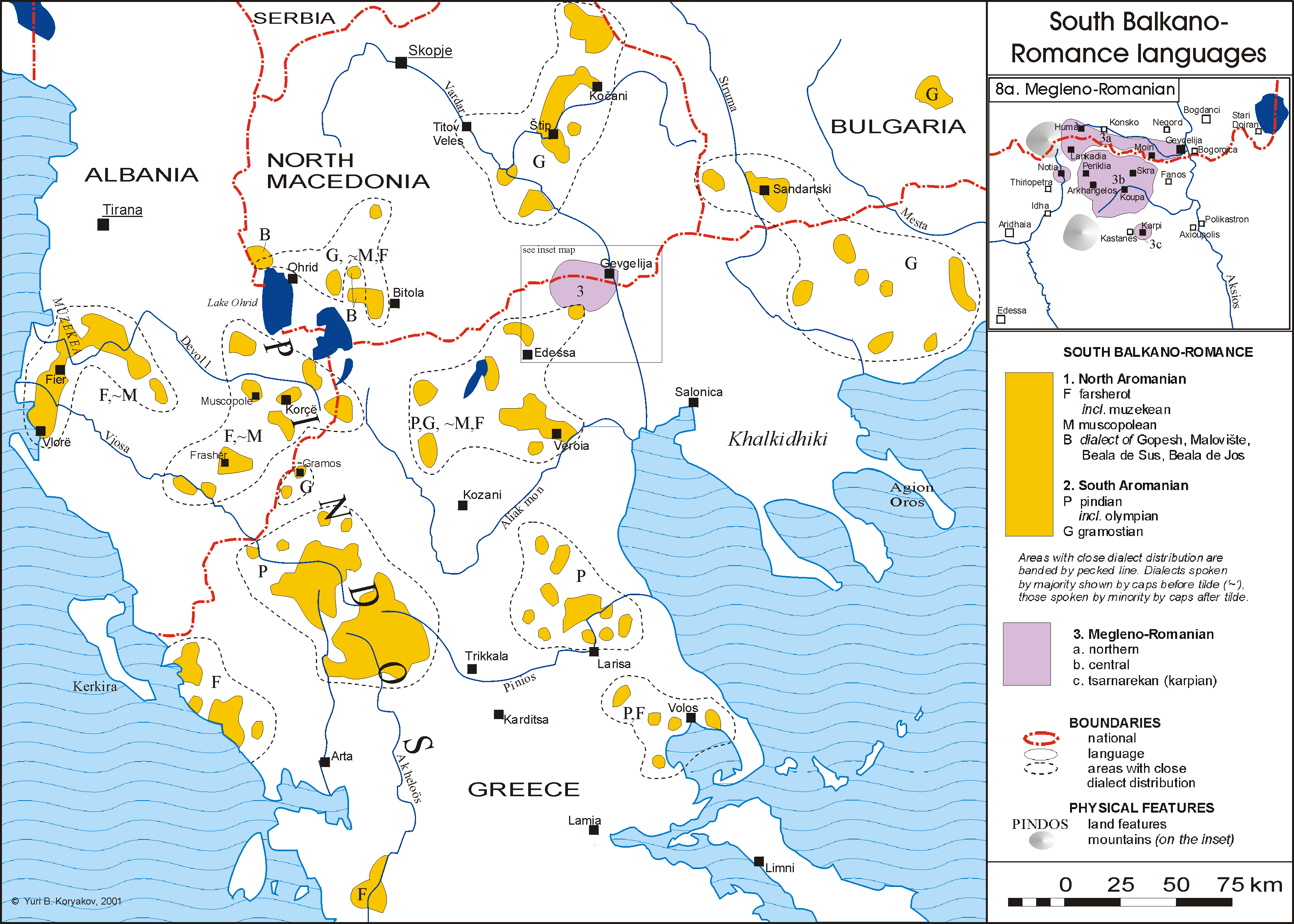
Distintos tipos de dialectos y la distribución de las lenguas arrumana y megleno-rumana en el suroeste de los Balcanes.

Los Dialectos Arrumanos ( Aromanian   o grairi / graire ) son los dialectos distintivos del idioma arrumano . Los arrumanos son un grupo étnico compuesto por varios subgrupos que se diferencian entre sí, entre otras cosas, por el dialecto que hablan. De estos los grupos más importantes son los pindeos, los gramosteos, los farsherots y los graboveos, cada uno posee su dialecto respectivo.  Algunos autores se refieren a los graboveos y a su dialecto como moscopoleos  y moscopoleanos.  Los arrumanos pertenecientes a los pueblos de Gopeš ( Gopish ) y Malovište ( Mulovishti ) en Macedonia del Norte también tienen su propio dialecto distintivo, diferido a los anteriores.  Algunos eruditos también añaden el dialecto olímpico hablado en Tesalia, Grecia,  pero hay un gran consenso de que el olímpico es parte del pindeo. 
El Codex Dimonie, corresponde a una colección de textos religiosos históricos en lengua arrumana cuales están traducidos del griego. Estos presentan varias características del dialecto graboveano.  En su diccionario de cinco idiomas, incluido el arrumano. 
El lingüista arrumano  Nicolae Ianovici utilizó el endónimo ramanu para "arrumano". Esto es común del dialecto farsherot, lo que sugiere que Ianovici pertenecía al subgrupo de los arrumanos farsherot. 

## Subdivisiones principales
Siguiendo a los principales estudios realizados desde principios del siglo XX, existen dos grupos principales. Estos se definieron genéricamente como norteños y meridionales, los cuales a menudo se superponen y se entremezclan en algunas regiones más pequeñas de la habla arrumana. Las principales diferencias entre los dialectos norteños y meridionales son: 
- La propagación del síncope. Los dialectos sureños lo utilizan con mucha más frecuencia. Algunas formas habituales de esto en las variedades sureñas son por ejemplo, mcari ( mãcari/mâcari [10] ) o altsari ( anãltsari estándar [11] ) Estas son propias y exclusivas de esta zona.
- Acento prosódico /ɛ/ pronunciado como /i/ Los dialectos del sur a menudo pronuncian /ɛ/ sin acento. Específicamente en posición final, como /i/ . Por ejemplo, para la Northem Carte, feate, seate, las palabras del sur correspondientes son carti, feati, seati.
- Sonorización de consonantes oclusivas /c/, /p/ y /t/ como /g/, /b/ y /d/ respectivamente cuando van precedidas de consonantes nasales . Así, alantu se convierte en alandu y mplai se convierte en mblai en dialectos del sur.
- Uso de va sã vs va  Para formar el tiempo futuro. Los dialectos del norte emplean construcciones de la forma: va sã, vu se, va s- ( va s-cãntu ) mientras que los dialectos del sur difieren de ello y usan va, vai ( vai cãntu ).
- Sustitución de pronombres posesivos por pronombres personales enclíticos en los dialectos del sur, por ejemplo hoarã-lã (literalmente "aldea-ellos", que significa "su aldea")

Teniendo en cuenta las particularidades históricas, demográficas y geográficas en la lingüística comparada, el grupo septentrional o noroccidental, tiene sentido la subdivición existente en grãmostean y farsherot, mientras que el grupo meridional está representado principalmente por el pindeano. 

### Grãmosteano
El dialecto grãmostiano se identificó en la zona que hoy comparten Bulgaria, Grecia y Macedonia del Norte, Esta se extendía desde Vardar hasta Rila, Pirin y los montes Ródope. 
Estas tres cordilleras eran importantes, gracias a poseer grandes zonas de pastoreo, para los grãmostianos, donde criaban a sus cãlive, cuales eran asentamientos de verano para pastores trashumantes. Entre ellos el más grande fue Bachița, en los Ródopes, con más de 1000 habitantes. 
El dialecto grãmostiano se solapa con el farsherot en Crushuva ( Kruševo ).  Las particularidades fonéticas del dialecto son el uso más extendido de la a-prótesis (fenómeno frecuente en las lenguas romances  ) y la despalatalización de t͡ʃ y d͡ʒ por ejemplo porțâ - puertas, del latín porta es un homónimo de porțâ - cerdos, del latín porcus.  En la parte búlgara ʎ y los grupos consonánticos /kʎ/ y /gʎ/ lenitivo a /j/, /k/, /g/ respectivamente (por ejemplo el estándar l'epuru se convierte en iepuru ). 

### Fãrsherot
El dialecto farsherot es hablado de forma discontinua en una zona extensa que abarca  principalmente la mitad sur de Albania, la mitad occidental de Macedonia del Norte, la parte occidental de Epiro y, junto con los otros dos dialectos, en la región de Macedonia en Grecia. 
A veces se le denomina moscopoleano, nombre que proviene de la antigua ciudad de Moscopole (Voskopojë en español), donde, junto con otros dialectos arrumanos, era hablado por la mayoría de los habitantes.  
En comparación con el dialecto grãmosteano, el farsherot emplea con menos frecuencia el uso de la a-prótesis. También es notable la pérdida de diptongos, como por ejemplo la ruptura de /e/ y /o/ /e̯a/ y /o̯a/ antes de /ə/ en la siguiente sílaba ( latín feta > El rumano común *feată ) se convierte en fetã en este dialecto  y la reducción de /mn/ grupo consonántico a una /m/ larga . /u/ final se mantiene asílabo como en los demás dialectos arrumanos, pero se vuelve silábico después de un grupo consonántico (ej: cântu ), grupo muta cum lingua ( cuscru, aflu ), o cuando va precedido de una consonante ( capu, patu ). 

### Pindeano
El dialecto meridional de los pindeos está fuertemente representado en la zona montañosa del Pindo, con otros hablantes en Tesalia, incluida la capital Larisa, y en menor número en Magnesia .  

### Citados
1. ↑  Nevaci, 2013, p. 103.
2. ↑  Saramandu y Nevaci, 2017, p. 21.
3. ↑  Saramandu y Nevaci, 2017, p. 20.
4. ↑  Nevaci, 2013, p. 115.
5. ↑  Vrabie, Emil (2000). An English-Aromanian (Macedo-Romanian) Dictionary. Romance Monographs. p. 22. ISBN 1-889441-06-6.
6. ↑  Saramandu, Nicolae (2020). «Atlasul lingvistic al dialectului aromân (ALAR)». lingv.ro. Consultado el 31 October 2023.
7. ↑  Saramandu y Nevaci, 2017, p. 19.
8. ↑  Lascu, 2017, p. 14.
9. ↑  Capidan, Theodor. «Aromânii. Dialectul aromân (1932)». vdocumente.com (en rumano). pp. 193-196. Consultado el 2 de diciembre de 2023.
10. ↑  «Dictsiunar». www.dixionline.net. Consultado el 25 de febrero de 2025.
11. ↑  «Dictsiunar». www.dixionline.net. Consultado el 25 de febrero de 2025.
12. ↑  Ledgeway, Adam; Maiden, eds. (30 de junio de 2016). The Oxford Guide to the Romance Languages. Oxford University PressOxford. p. 95. ISBN 978-0-19-967710-8. doi:10.1093/acprof:oso/9780199677108.001.0001.
13. 1 2 3  Saramandu, Nicolae (2014). «Atlasul lingvistic al dialectului aromân» [The Linguistic Atlas of the Aromanian Dialect]. acad.ro. Consultado el 14 March 2024.
14. ↑  Sampson, Rodney (29 de octubre de 2009). Vowel Prosthesis in Romance: A Diachronic Study (en inglés). Oxford University Press. ISBN 978-0-19-171609-6. doi:10.1093/acprof:oso/9780199541157.001.0001.
15. ↑  Nevaci, 2013, p. 119.
16. ↑  Stavrianos Leften Stavros, Stoianovich Traian. The Balkans since 1453. C. Hurst & Co. Publishers, 2000. ISBN 978-1-85065-551-0, p. 278.
17. ↑  Markovik, Marjian (2015). «The Aromanian Farsheroti Dialect – Balkan Perspective». ResearchGate.net. pp. 116-117. Consultado el 15 March 2024.
18. ↑  Nevaci, Manuela (2021). «Dialectele limbii române - dialecte la distanță». lingv.ro (en rumano). Consultado el 16 March 2024.
19. ↑  Kahl, Thedle (2011). «Aromanians in Greece: Minority or Vlach-speaking Greeks?». Academia.edu. Consultado el 14 March 2024.